# Signorino de Amadeo
Signorino, o Signorolo de Amadeo (Lugano, 1350 circa – 1419), è stato un giurista italiano.

## Biografia
Figlio di Signorolo Omodei (col quale è spesso confuso), secondo i pochi documenti sopravvissuti nacque a Lugano, all'incirca nel 1350.
Seguendo le orme paterne, nel 1395 risulta iscritto nella Matricola del Collegio dei Dottori utriusque iuris dello Studio pavese. Divenuto a sua volta docente di diritto in quell'ateneo, acquisì una buona fama e successivamente nel 1412 Ludovico di Savoia-Acaia, volendo dare impulso alla nuova università di Torino, invitò i giuristi di maggior fama dell'università pavese, tra cui Cristoforo Castiglioni, Pietro Besozzi e Signorino de Amadeo.
Nel 1419 morì e il Castiglioni difese gli interessi degli eredi di Signorino che reclamano nei confronti di Amedeo VIII gli stipendi dovuti per l'insegnamento svolto a Torino.